# برام

موقع برام/جنوب دارفور/ السودام

بُرَام مدينة تقع في ولاية جنوب دارفور بالسودان على ارتفاع 541 متر(1778) قدم فوق سطح البحر، على بعد نحو 129 كيلومتر (81 ميل) إلى الجنوب من مدينة نيالا حاضرة الولاية وحوالي 958 كيلومتر (595 ميل) من الخرطوم. وهي المقر الرئيسي لناظر (زعيم) قبيلة الهبانية وتتميز بالطبيعة البكر ووفرة المراعي.

## معنى التسمية واللقب
حرفة قبيلة الهبانية هي رعاية الأبقار لذلك فإن عاصمة دار الهبانية هي مدينة برام واسم المنطقة كلها «الكَلْكَة» وسميت بذلك لوفرة الكلأ والماء. ويطلق عليها لقب «الحديبة أم الديار». وهي «الحديبة أم الديار، رز ووز وورل كبير ما بفز ونقارة بتقول دز».

## الموقع والإدارة
تقع دار الهبانية وحاضرتها مدينة برام في الطرف الجنوبي الغربي لولاية جنوب دارفور بين خطي عرض 7-10 درجات وخطي طول 25-28 درجة. ويحدها من الشمال محلية قريضة من الشرق محلية الفردوس التابعة لولاية شرق دارفور ومن الغرب محلية تلس ومن الجنوب ولاية شمال بحر الغزال بدولة جنوب السودان ومن الجنوب الغربي جمهورية أفريقيا الوسطى.
إدارياً، تعتبر برام أقدم مدينة ومركز بجنوب دارفور، وتتبع لها محليات متعددة منها: محلية السنطة وتجريبا والردوم وغيرها من القرى الكبيرة،
وكانت تتبع لها محليات تلس وقريضة وعد الفرسان وهي حاليا من محليات ولاية جنوب دارفور.

## الأحياء السكنية
- حي العرب (حي الناظر الآن)
- حي الإنقاذ
- حي ود حمدان
- حي الزهرة
- حي القادسية
- حي الجلابة
- حي طيبة (أرقد سابقا)
- حي التضامن

## الطوبغرافيا والحياة البرية
تقع برام في منطقة السافانا الغنية ومعظم الأراضي لا تزال بورا غير مزروعة إلا بالزراعة التقليدية لإنتاج الحبوب مثل الدخن والذرة(النجاضة) أو الحبوب الزيتية مثل الفول السوداني، علاوة على منتجات الأشجار مثلا الصمغ العربي، ولا تزال النباتات الطبيعية فيها سليمة لم تتعرض للإستغلال أو الاستخدام الجائر عدا الإستهلاك المحلي للأرز والكريب وأبو أصابع والتربة طفالية مع نسيج رملي في بعض الأجزاء.
توجد بالمنطقة مستنقعات مائية دائمة مثلا بحيرة كوندي (وهي محمية طبيعية) أو موسمية الرهود مثلا رهد أبو قصص وكلها وتعتبر بمثابة مصايف لرعاة الماشية من أبقار وماعز وضأن، ومتنزهات طبيعية لسكان المدن والقرى الكبيرة، وهي أيضاً غنية بالأسماك والحياة البرية، حيث توجد فيها محمية الردوم الطبيعية القومية ومحمية حظيرة الفرقة وبهما أنواعاً عديدة من الحيوانات البرية والطيور كالوز والبط وطائر الغرنوق والسمان المنقرط المعروف في السودان بدجاج الوادي. كما توجد قطعان من الغزلان كالتيتل وكذلك الأسود والثعالب والنمور وهذه المستنقعات المائية تزخر بالمنتجات الإستهلاكية للإنسان مثل حيوانات القنص ومن بينها الستيب (أبو فروة) والورل.

## المناخ
يسود برام مناخ السهول شبه الاستوائي (لوقوعها في دائرة خط العرض المنخفض الجاف) الذي يتميز بالحرارة العالية صيفاً، حيث يصل متوسط درجة الحرارة في شهري أبريل/ نيسان ومايو / أيار إلى حوالي 39 و 38 درجة مئوية على التوالي. وتنخفض درجة الحرارة في فصل الشتاء إلى 12 درجة مئوية في شهر ديسمبر / كانون الثاني، بينما تهطل الأمطار بغزارة في يوليو / تموز وأغسطس / آب لتسجل 166 مليمتر، أي ما يعادل حوالي نصف المعدل السنوي.
| البيانات المناخية لـبرام الكلكة | البيانات المناخية لـبرام الكلكة | البيانات المناخية لـبرام الكلكة | البيانات المناخية لـبرام الكلكة | البيانات المناخية لـبرام الكلكة | البيانات المناخية لـبرام الكلكة | البيانات المناخية لـبرام الكلكة | البيانات المناخية لـبرام الكلكة | البيانات المناخية لـبرام الكلكة | البيانات المناخية لـبرام الكلكة | البيانات المناخية لـبرام الكلكة | البيانات المناخية لـبرام الكلكة | البيانات المناخية لـبرام الكلكة | البيانات المناخية لـبرام الكلكة |
| الشهر                           | يناير                           | فبراير                          | مارس                            | أبريل                           | مايو                            | يونيو                           | يوليو                           | أغسطس                           | سبتمبر                          | أكتوبر                          | نوفمبر                          | ديسمبر                          | المعدل السنوي                   |
| ------------------------------- | ------------------------------- | ------------------------------- | ------------------------------- | ------------------------------- | ------------------------------- | ------------------------------- | ------------------------------- | ------------------------------- | ------------------------------- | ------------------------------- | ------------------------------- | ------------------------------- | ------------------------------- |
| متوسط درجة الحرارة الكبرى °ف    | 95                              | 97                              | 100                             | 102                             | 100                             | 97                              | 91                              | 90                              | 93                              | 97                              | 97                              | 95                              | 96                              |
| متوسط درجة الحرارة الصغرى °ف    | 55                              | 59                              | 63                              | 70                              | 72                              | 72                              | 70                              | 68                              | 68                              | 66                              | 59                              | 54                              | 65                              |
| الهطول إنش                      | 0.1                             | —                               | 0.2                             | 0.6                             | 2.2                             | —                               | 6.5                             | 6.5                             | 4.5                             | 1.3                             | 0.1                             | —                               | —                               |
| متوسط درجة الحرارة الكبرى °م    | 35                              | 36                              | 38                              | 39                              | 38                              | 36                              | 33                              | 32                              | 34                              | 36                              | 36                              | 35                              | 36                              |
| متوسط درجة الحرارة الصغرى °م    | 13                              | 15                              | 17                              | 21                              | 22                              | 22                              | 21                              | 20                              | 20                              | 19                              | 15                              | 12                              | 18                              |
| الهطول مم                       | 2                               | —                               | 6                               | 15                              | 56                              | —                               | 166                             | 166                             | 115                             | 33                              | 2                               | —                               | —                               |
| المصدر: Chinci World Atlas      |                                 |                                 |                                 |                                 |                                 |                                 |                                 |                                 |                                 |                                 |                                 |                                 |                                 |

## السكان
تسكنها قبيلة الهبانية ومجموعة من أفراد القبائل المتعددة مثل المساليت والفلاتا و الكروبات والقُمُر والبرنو والبَرقو والزغاوة والكارة والبنقا الكريش والسلامات والهوسا والجعليين والشايقية والدناقلة وغيرهم من الإثنيات السودانية المختلفة.
وتضم قبيلة الهبانية سبعة عشائر أو خشوم بيوت كبيرة كما هو متعارف عليه في السودان، وأفخاذ هي: القنايات، والريافة، وشبا، وشيبون، أولاد أبو علي، أولاد بركايي، والبدارين. والتي تعيش وفق نظام عشائري متعارف عليه في البوادي.
وقد تاثرت المدينة بالأحداث الأمنية التي حدثت فيها في العقود الأخيرة بسبب الحرب الأهلية السودانية الثانية والنزاع في دارفور.

## النشاط الاقتصادي
تزخر المدينة بسوق كبير ومتنوع، مثلا سوق الماشية يعتبر المصدر الرئيسي لتجار الأبقار خاصة للخرطوم والصادر، أيضا سوق المحاصيل وخاصة الحبوب الزيتية وخصوصا الفول السوداني أو السمسم بكميات محدودة، أو سوق الدخن للإستهلاك المحلي كغذاء متميز بالمنطقة، أيضا سوق الصمغ العربي الذي يمثل المحصول النقدي فيها ومتوفر ومتميز لوجود غابات الهشاب والطلح وبورصة الصمغ تبدأ ببرام ولا تنتهي إلا بالصادر في بورتسودان. وتوجد بالمدينة سوقاً دائمة، وسوقا إسبوعية للمواشي والمحاصيل الفول السوداني والكركديه والحبوب الدخن والذرة (الماريكة).
كما يمارس السكان تخصصا حرفة امتلاك الماشية وخاصة الأبقار، والزراعة بمنطقة القيزان مثلا النبيق والسنطة والمملح والجرة ورمس وأبو شيلي والجوغانة الزرقا)، وودهجام وجيوغين وقليزان وأبقاقا والعمود الأخضر وغبيبيش وغيرها)، وفي السهول الطينية مناطق القبأبيض السبعة، والعتامير، وحنيقة، والنسير وأمرقو، وأم سبيخة، ومريفعينة، والنعينات وغيرها)، بالإضافة إلى منطقة دفاق حيث يزرع قصب السكر والبطاطس.
وتشمل المحاصيل الدخن والأرز والكريب إلى جانب قصب السكر، الذرة، والدخن خاصة هي للوجبات الرئيسية وتؤكل عصيدة وكسرة ومديدة (أم سلك) والكركديه والفواكه كالبرتقال والليمون واليوسفي والخضروات كالبامية واللوبيا والفول السوداني والسمسم وغيرها من المنتجات الزراعية خاصة بمنطقة الردوم إذ تشتهر زراعة (البنقو).
وتُمارَس مهنة تربية الحيوان، وتربية الأبقار للتفاخر ليس إلا، وكذلك الضأن لأكل لحومة وتكرمة الضيفان وشيئا من التفاخر، إلى جانب صيد الأسماك (في منطقة البحيرة) كندي ورهد أبوقصص والمصيف الرئيسي للبقارة هو بحر العرب من غربه من بحيرة جبرة حتى بحيرة نبقة شرقا.

## السياحة
- محمية حظيرة الردوم القومية
- حفرة النحاس
- فعاليات الاستعراض السنوي لمهارات ركوب الخيل

## معالم المدينة
- استاد السلام
- مبنى تلفزيون برام
- مباني محلية برام
- مبنى مصلحة الأراضي والمساحة
- مبنى سوداتل
- مباني مستشفى برام الملكي
- مبنى ضرائب برام من أجمل الصروح
- سوق مدينة برام
- هيئة مياه مدينة برام
- مسجد برام العتيق
- مبنى شرطة برام
- ساحة مصلى العيد أمام المسجد العتيق

## أعلام برام
من أبرز مشاهير المدينة: 
- الأمير حمدان أبو عنجة، من كبار قادة الدولة المهدية في السودان.
- الأمير أحمد النيل، من قادة المهدية
- الشاعر يوسف رمزة
- الهدّأي سليمان حرداد (والهداي هو الشاعر التقليدي في غرب السودان)
- الحكامة برجمو (والحكامة هي المنشدة الشعبية الناقدة)

كما تضم برام عدداً من أعيان، عمداء ونظار (جمع ناظر وهو درجة من درجات الزعامة الرسمية القبيلية) شيوخ القبائل والعشائر القاطنة فيها منهم:
- الناظر علي الغالي تاج الدين، ناظر عموم مناطق الهبانية
- العمدة الصديق ضوء البيت طمل
- الناظر حامد بيتو بريماتو (فترة محدودة)
- الناظر صلاح علي الغالي
- الناظر يوسف علي الغالي (الآن)
- تاج الدين أحمد الحلو
- حامد ضوء البيت طمل
- الوكيل الدفاي
- الوكيل عمر علي الغالي
- الوكيل جعفر على الغالي (الآن)
- العمدة هارون البشاري محمد (عمدة المدينة)
- العمدة بشار الشريف
- العمدة إبراهيم كابر وشقيقه فضيل كابر
- الطاهر مساعد قيدوم
- أم بدي حامد أم بدي
- الشيخ هارون جبير (عوج الدرب)
- الأنصاري عبد الله ولد التوم
- الشيخ إسماعيل حسين
- الشخ عثمان السقدي
- الشيخ الغالي عليو
- العمدة آدم قبيل
- العمدة أحمد قرقر
- العمدة آدم الأحمر
- العمدة محمد أحمد زروق (مدو)
- أحمد البدوي حامد
- الشيخ إبراهيم الدخيل
- الحاج البشاري بشار حسب الكريم
- عبد الرحمن وداعة الله الباحش
- أحمد خوجلي
- محمد ساتي
- العمدة جادو
- العمدة حسين البشر بشار
- أحمد البشاري بشار
- رحمة الله عيسى الصغير
- أحمد عيسى الصغير